# De-la-Penne-Klasse
Die De la Penne-Klasse ist eine Zerstörerklasse der italienischen Marina Militare.

## Schiffe der Klasse
Die Klasse besteht aus den beiden von Fincantieri in Riva Trigoso bei Genua gebauten und 1993 in Dienst gestellten Mehrzweckschiffen
| Kennung | Name                     | Kiellegung | Stapellauf       | In Dienst        | Außerdienststellung |
| ------- | ------------------------ | ---------- | ---------------- | ---------------- | ------------------- |
| D560    | Luigi Durand de la Penne | 1988       | 20. Oktober 1989 | 18. März 1993    | in Reserve          |
| D561    | Francesco Mimbelli       | 1989       | 13. April 1991   | 18. Oktober 1993 |                     |

Die beiden Schiffe unterstehen der 2ª Divisione navale in Tarent.

## Entwicklung
Die beiden nach den Marineoffizieren Luigi Durand de la Penne und Francesco Mimbelli benannten Schiffe bilden den Abschluss eines Flottenbauprogrammes, das Mitte der 1970er Jahre durch ein Flottengesetz (legge navale) aufgelegt worden war. Die beiden Schiffe ersetzten Anfang der 1990er Jahre die zwei Zerstörer der Impavido-Klasse. Die verhältnismäßig schwer bewaffneten Schiffe der De-la-Penne-Klasse stellen als Weiterentwicklung der Audace-Klasse den Abschluss des konventionellen Zerstörerbaus in Italien dar. Da sich der Bau der beiden Schiffe um mehrere Jahre verzögerte, wurden sie noch mit dem Flugabwehrsystem SM-1MR in Dienst gestellt, zu einer Zeit, als beispielsweise Senkrechtstartanlagen für Flugkörper zum Standard wurden. Lange Zeit lag die Hauptaufgabe der beiden Schiffe, wie bei zeitgenössischen Zerstörern üblich, in der Führung kleiner Flottenverbände sowie insbesondere in deren Verteidigung gegen Angriffe aus der Luft. In den letzten Jahren ist diese Aufgabe in den Hintergrund getreten; teilweise wurde sie von moderneren Fregatten mitübernommen und zwei neueren Zerstörern der Horizon-Klasse überlassen. Dennoch sollen die beiden Zerstörer der De-la-Penne-Klasse um 2030 von zwei neuen, rund 11.000 Tonnen verdrängenden Zerstörern abgelöst werden.
Zwischen 2008 und 2011 wurden die De-la-Penne-Zerstörer umfassend modernisiert: Die Arbeiten betrafen das Führungssystem, Kommunikations- und Eloka-Systeme sowie weitere Sensoren und Effektoren. Im weiteren Verlauf wurden die Geschütze „vulkanisiert“, sodass sie präzisionsgelenkte Munition wie die Vulcano-Munition einsetzen können. Angesichts des geplanten Ausbaus des SM-1-Systems wird eine Herabstufung zu Mehrzweckfregatten in Betracht gezogen. In den letzten Jahren haben die beiden Schiffe vermehrt Ausbildungsaufgaben für Offizieranwärter der Accademia Navale übernommen und damit eine Zweitrolle als Schulschiff.

## Einsätze

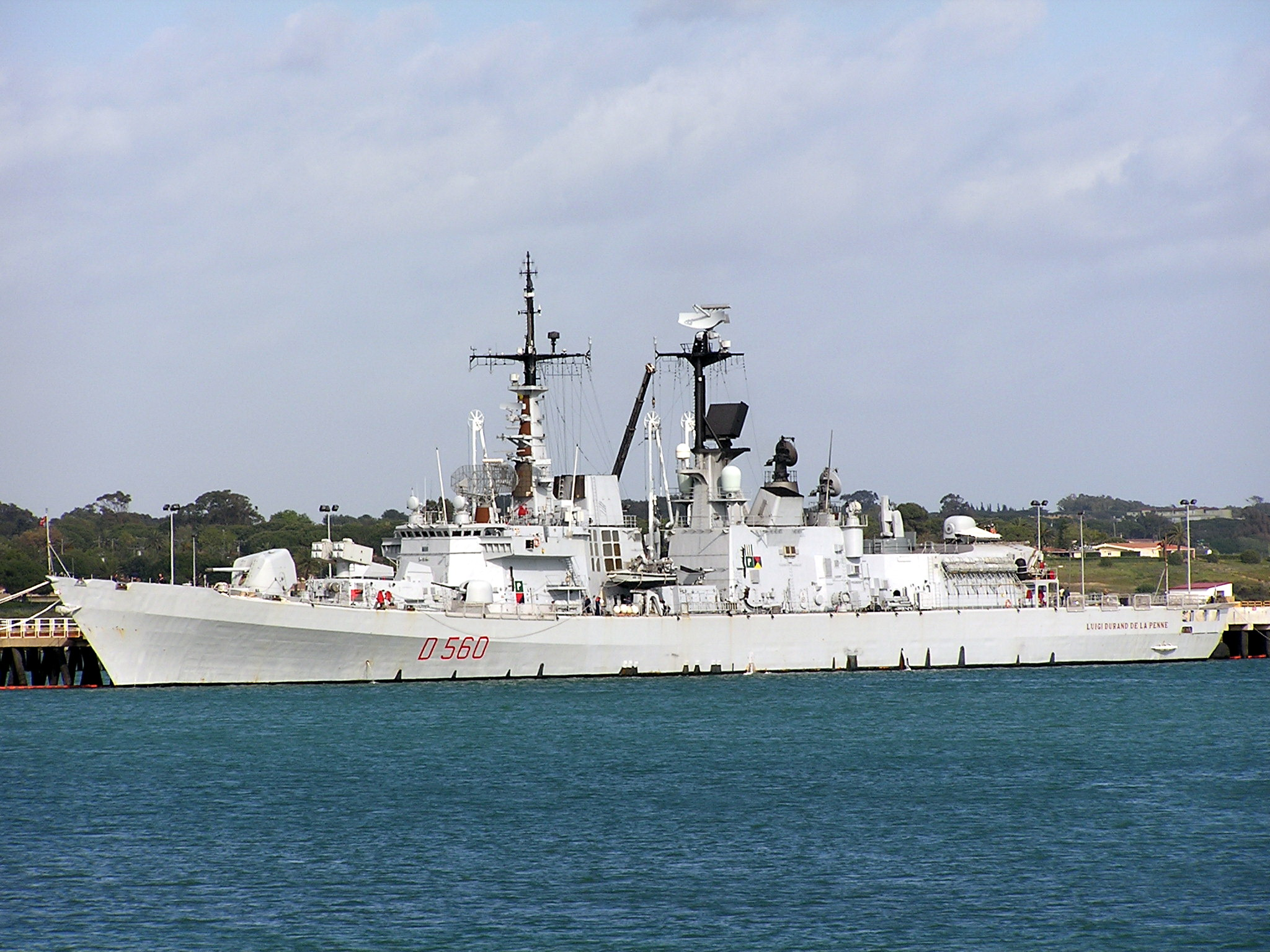
Luigi Durand de la Penne in Rota, Spanien

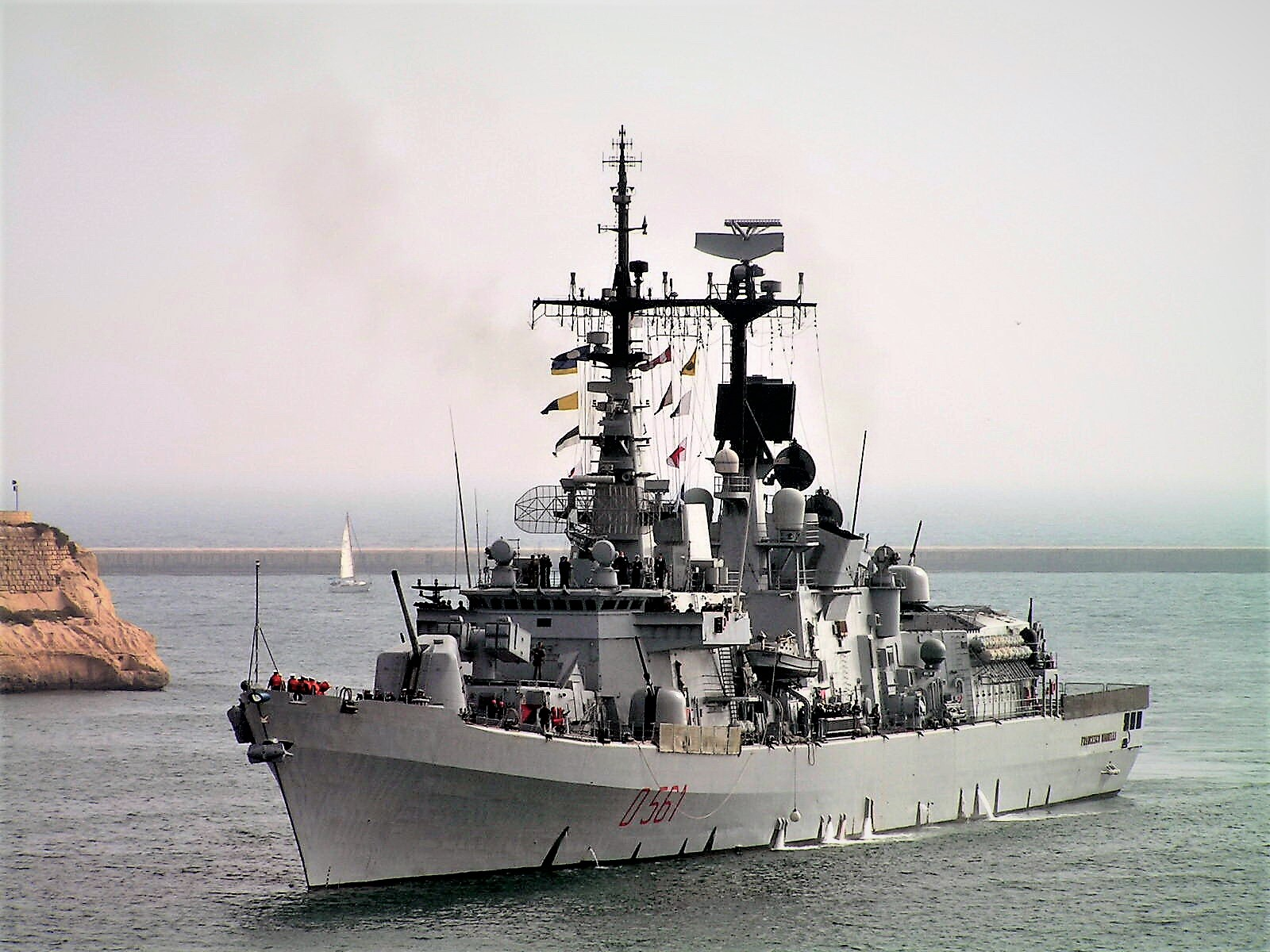
Francesco Mimbelli in Malta

Die Luigi Durand de la Penne umfuhr zusammen mit der Fregatte Bersagliere vom 12. Juli 1996 bis zum 4. April 1997 die Erde. Die beiden Schiffe legten 46.000 Seemeilen zurück und besuchten 35 Häfen in 23 Staaten. Während der Operation Enduring Freedom operierte die Luigi Durand de la Penne vom 1. März bis zum 4. Juni 2002 im Indischen Ozean. Nach dem Beginn des Libanonkriegs im Sommer 2006 brachte sie am 17. Juli 345 Flüchtlinge verschiedener Nationalität von Beirut nach Larnaka auf Zypern. Im Herbst 2008 operierte die Luigi Durand de la Penne als Flaggschiff (Adm. Giovanni Gumiero) der Standing NATO Maritime Group 2 (SNMG2) im Rahmen der NATO-Operation Allied Provider im Indischen Ozean gegen die Piraterie vor der Küste Somalias.
Die Francesco Mimbelli wurde im Februar 2011 während der Aufstände in Libyen im Seegebiet zwischen Sizilien und Libyen zur Luftraumüberwachung eingesetzt. Sie beteiligte sich zusammen mit dem Landungsschiff San Giorgio (L 9892) an der Evakuierung von Italienern und anderen Ausländern aus Libyen. 2014 nahm die Mimbelli sechs Monate lang an der Operation Ocean Shield im Indischen Ozean teil.